# 弗拉基米尔·布申
弗拉基米尔·谢尔盖耶维奇·布申（俄語：Владимир Сергеевич Бушин，1924年1月24日—2019年12月25日），苏联及俄罗斯作家，诗人，文学评论家。苏联作家协会会员。

## 生平
1924年出生于莫斯科省格卢霍沃。1941年6月从莫斯科的一所中学毕业，几天后德国入侵苏联，苏德战争爆发。1942年秋，他奔赴战争前线，并在前线入党。1945年参加了蘇日戰爭。1946年进入高尔基文学院和莫斯科大学法学院就读。1951年毕业后在《文学报》、《文学与生活》、《青年近卫军》等报刊社工作。自1987年以来，他经常在《苏维埃俄罗斯报》、《明天报》、《真理报》等报刊杂志发表文章。
2019年12月25日去世。

## 作品
在战争前线时，布申就在军报上发表了大量的诗作。他一生的主要作品有：《恶毒诋毁伟大的胜利》、《活着和死去的经典作家》、《你所不知的索尔仁尼琴》、《亚历山大·索尔仁尼琴：一个不为人知的天才》、《为了祖国！为了斯大林！》、《民族的荣誉与耻辱》、《天才与骗子》等。

## 中文译本
- 弗拉基米尔·布申. . 由杨莉翻译. 群众出版社. 2014年9月. ISBN 9787501452545.